# Hemieuxoa acuta
Hemieuxoa acuta là một loài bướm đêm trong họ Noctuidae.